# Fadenia zygophylloides
Fadenia zygophylloides là loài thực vật có hoa thuộc họ Dền. Loài này được Aellen & C.C.Towns. mô tả khoa học đầu tiên năm 1972.